# Aleksej Uverskij
Aleksej Ivanovič Uverskij (in russo Алексей Иванович Уверский?; trasl. angl. Aleksei Ivanovich Uversky; San Pietroburgo, 14 febbraio 1886 – Leningrado, 1942) è stato un calciatore russo, di ruolo centrocampista.

## Carriera

### Club
Ha cominciato la sua carriera nel Nacionaly San Pietroburgo; passò in seguito allo Sport sempre a San Pietroburgo.

### Nazionale
È stato convocato per i giochi olimpici, esordendo nella seconda partita, valida per il torneo di consolazione, contro la Germania.
La sua seconda e ultima partita in nazionale fu l'amichevole contro l'Ungheria giocata il 14 luglio 1912.

## Statistiche

### Cronologia presenze e reti in Nazionale
| Cronologia completa delle presenze e delle reti in nazionale ― Russia | Cronologia completa delle presenze e delle reti in nazionale ― Russia | Cronologia completa delle presenze e delle reti in nazionale ― Russia | Cronologia completa delle presenze e delle reti in nazionale ― Russia | Cronologia completa delle presenze e delle reti in nazionale ― Russia | Cronologia completa delle presenze e delle reti in nazionale ― Russia | Cronologia completa delle presenze e delle reti in nazionale ― Russia | Cronologia completa delle presenze e delle reti in nazionale ― Russia |
| Data                                                                  | Città                                                                 | In casa                                                               | Risultato                                                             | Ospiti                                                                | Competizione                                                          | Reti                                                                  | Note                                                                  |
| --------------------------------------------------------------------- | --------------------------------------------------------------------- | --------------------------------------------------------------------- | --------------------------------------------------------------------- | --------------------------------------------------------------------- | --------------------------------------------------------------------- | --------------------------------------------------------------------- | --------------------------------------------------------------------- |
| 2-7-1912                                                              | Solna                                                                 | Germania                                                              | 16 – 0                                                                | Russia                                                                | Olimpiadi 1912                                                        | -                                                                     |                                                                       |
| 14-7-1912                                                             | Mosca                                                                 | Russia                                                                | 0 – 12                                                                | Ungheria                                                              | Amichevole                                                            | -                                                                     |                                                                       |
| Totale                                                                |                                                                       | Presenze                                                              | 2                                                                     |                                                                       | Reti                                                                  | 0                                                                     |                                                                       |